# Unión de Tribunales Islámicos
La Unión de Cortes Islámicas o Unión de Tribunales Islámicos (somalí: Midowga Maxkamadaha Islaamiga; árabe: اتحاد المحاكم الإسلامية Ittihād al-mahākim al-islāmiyya) es un grupo de tribunales de aplicación de la Sharía que se han unido como oposición al Gobierno Federal de Transición de Somalia, con Sharif Sheikh Ahmed como líder principal de las UCI o UTI. También es conocida como Consejo Islámico de las Cortes de Somalia, Consejo Islámico de los Tribunales de Somalia, Supremo Consejo de las Cortes de Somalia, o Supremo Consejo de los Tribunales de Somalia, mientras que medios occidentales comúnmente la nombran como islamistas de Somalia.
Durante algún tiempo tuvieron bajo control la mayor parte del territorio somalí no perteneciente a las autoproclamadas como independientes Puntland y Somalilandia, en el norte, y le apoyaba una vasta mayoría de su población, incluyendo la capital de Somalia, Mogadiscio, y muchas de las mayores ciudades del país (Jowhar, Kismaayo, Beledweyne, etc.). Sólo las más lejanas regiones interiores del sur estaban fuera de su control. En diciembre de 2006, las UCI perdieron una considerable porción de territorio después de derrotas en las batallas de Baidoa, Bandiradley y Beledweyne, replegándose a la capital, Mogadiscio, que abandonaron el 28 de diciembre sin conflicto, moviéndose desde el sur hacia Kismayo y permitiendo al GTS y a las tropas etíopes asumir el control la ciudad. Tras perder casi todo su territorio, se especula que utilizarán el estilo de guerra de guerrillas en contra del gobierno.

## Historia

### Antes de la segunda batalla de Mogadiscio
Tras la caída del gobierno somalí en 1991, un sistema basado en la sharia se convirtió en el principal sistema judicial, financiado por los honorarios que pagaban los litigantes. En poco tiempo, las cortes asumieron las competencias en educación y salud. Asimismo, actuaron como policías locales, siendo pagadas por empresarios locales para reducir el crimen. Las cortes islámicas asumieron el objetivo del descenso de los hurtos y de la venta de drogas, así como el descenso del desempleo y la prohibición de las películas pornográficas. Somalia es un país enteramente musulmán, y sus instituciones tienen un gran apoyo público. Los primeros años de los tribunales incluyeron equipos como Sheikh Ali Dheere, establecido en la ciudad norteña de Mogadiscio en 1994 y la corte Beled Weyene iniciada en 1996. Pronto vieron el sentido del trabajo a través de una comisión mixta para promover la seguridad. Este movimiento fue iniciado por cuatro de cortes - Ifka Halan, Circolo, Warshadda y Hararyaale - que formaron un comité para coordinar sus asuntos, y para intercambiar criminales de diversos clanes y además integrar las fuerzas de seguridad. En 1999 el grupo comenzó a afirmar su autoridad. Los partidarios de los tribunales islámicos y de otras instituciones se unieron para formar el UCI, milicia armada. En abril de ese año tomaron el control del mercado principal en Mogadiscio y, en julio, ocuparon el camino de Mogadiscio a Afgoi.

### Tras la conquista de Mogadiscio
En el año 2000, las cortes formaron una unión de cortes islámicas, en parte para consolidar recursos y poder, y en parte para ayudar a terminar con las decisiones de los clanes. Mientras que los tribunales comenzaron a afirmarse como dispensadores de la justicia, entraron en conflicto con los señores de la guerra seculares que controlaban la mayor parte de la ciudad. Como respuesta al creciente poder la UNC, un grupo de señores de la guerra pertenecientes a Mogadiscio conformó la Alianza para la Restauración de la Paz y la Lucha contra el Terrorismo (ARPLT). Esto significó un gran cambio, ya que esos señores de la guerra habían venido luchando entre ellos durante varios años. Desde el comienzo de 2006 ambos grupos han chocado repetidamente, y en mayo de 2006 la escalada terminó con un combate callejero en la capital, donde perdieron la vida de más de 300 personas. El 5 de junio de 2006, la UCI informó que tenía el control de la capital, Mogadiscio.
Mientras tanto, en los Estados Unidos la administración Bush ni confirmó ni negó el apoyo a cualquiera de los bandos. Sin embargo oficiales estadounidenses confirmaron anónimamente que el gobierno estaba financiando a la ARPLT, debido a la posibilidad de que la UCI esté relacionada con al-Qaeda y que esté protegiendo a tres líderes de la organización terrorista envueltos en pasados ataques, incluido el bombardeo de las embajadas de Estados Unidos en Kenia y Tanzania en 1998.
En junio de 2006 la UCI informó que estaba en su poder todo el territorio hasta 100 kilómetros de Mogadiscio. A los señores de la guerra se les ofreció dejar la ciudad o ser capturados. Muchos de ellos abandonaron las armas, pero la mayoría huyó a Jowhar, que fue tomada el 17 de junio por la milicia de la UCI. Esta fuerza ahora tiene bajo su control mucho del armamento del país lo que hace difícil el resurgimiento de los señores de la guerra, a menos que fuerzas exteriores intervengan. La UCI también controla un significante territorio afuera de la capital, el cual incluye a la importante ciudad de Balad. A mediados de agosto la milicia de las cortes atacó la ciudad portuaria de Hoby a 500 kilómetros al norte de Mogadiscio, sin encontrar oposición alguna. El 20 de julio la UCI organizó una campaña de limpieza en las calles de Mogadiscio, siendo la primera vez que la suciedad y la basura fueron recolectadas en la totalidad de la ciudad, desde que ésta colapsara la década pasada.
El 15 de julio de 2006, las Cortes Islámicas abrieron el aeropuerto internacional de Mogadiscio, el cual había sido cerrado luego del retiro de las fuerzas internacionales en 1995. Luego de 11 años el primero avión encargado por la Liga Árabe voló desde el aeropuerto, llevando a los delegados de las Cortes Islámicas a la capital sudanesa de Jartum.
El 15 de agosto de 2006, la UCI capturó Haradhere, a unos 500 kilómetros al noreste de Mogadiscio, el cual se había convertido en un lugar seguro para piratas, quienes habían forzado a las empresas transportistas y las organizaciones internacionales a pagar grandes rescates por la devolución de recipientes y equipos.
El 25 de agosto de 2006, las Cortes Islámicas reabrieron el histórico puerto de Mogadiscio, el cual había sido uno de los más congestionados del Este de África, pero que había sido cerrado por 10 años.
El 5 de octubre de 2006, las Cortes Islámicas declararon la formación de una suprema corte de Sharia Islámica en la provincia de Banadir, terminando así con las Cortes Islámicas de las tribus.

## Relaciones con otros poderes somalíes
El otro grupo de mayor poder en el centro de Somalia es el Gobierno de Transición Federal. Como resultado del colapso del poder de los señores de la guerra, cuatro de sus representantes fueron removidos de sus puestos en el gabinete del gobierno de transición el cual está ubicado en Baidoa, a 250 kilómetros de Mogadiscio. Luego de la victoria de la UCI en Mogadiscio, el gobierno transicional votó por una petición de fuerzas de paz de la Unión Africana en una misión conocida como IGASOM. La Unión Africana apoya al gobierno transicional, aunque no proveyó de las fuerzas necesarias para contrarrestar la avanzada de la UCI. La UCI rechazó la necesidad de fuerzas de paz, argumentado que Somalia necesita ayuda, no más tropas extranjeras. El primer ministro Interino Ali Mohammed Ghedi indició su deseo de encontrarse con los líderes de la UCI. Esto resultó en el Tratado de Jartum del 5 de septiembre de 2006, en el cual se acordó que la UCI y el Gobierno Transicional se unirían; sin embargo, la UCI insistión en tener como precondición que las tropas etíopes dejaran el país. Las fuerzas etíopes no se retiraron, y el tratado acordado quedó sin efecto.
Los otros dos poderes centrales mayoritarios son el gobierno de Puntland y el de Somaliland, los cuales afirman su autonomía o, en el caso de Somaliland, su independencia. En noviembre de 2006, las Cortes Islámicas denunciaron que las fuerzas de Puntland habían llevado a cabo un ataque preventivo contra sus combatientes, quienes estaban reunidos en el borde de Puntland cerca de Galinsoor. El gobierno de Puntland ha decidido resistirse a cualquier ataque de las Cortes Islámicas.

## Guerra con Etiopía

Extensión a lo largo de 2006.

El 8 de diciembre de 2006, la Unión de Cortes Islámicas afirmó haber sido envuelta en una fuerte lucha con las fuerzas del Gobierno Transicional, apoyado por las tropas etíopes. El 21 de diciembre, comenzaron fuertes luchas entre las fuerzas de la UCI y las fuerzas de apoyo etíopes. Las batallas se sucedieron inicialmente en dos áreas, la base militar de Daynuunay y la homónima de Iidale. 
La UCI llamó a una jihad en contra de Etiopía, las cuales fueron satisfechas por voluntarios internacionales muyahidin que llegaron a Somalia.
La UCI perdió una considerable porción de territorio luego de las derrotas del 20 de diciembre, replegándose a la capital, Mogadiscio.

## Renuncia de líderes
El 27 de diciembre, los líderes de la UCI, incluidos los jeques Hassan Dahir Aweys, Sharif Sheikh Ahmed y Abdirahman Janaqow renunciaron en una capitulación reconociendo el nuevo estado de los asuntos en Somalia. Ellos presentaron las siguientes decisiones:
1. Es un deber nacional proteger la soberanía y la integridad de Somalia y su población.

2. La UCI permite que los somalíes tengan la opción de decidir sobre sus futuro y que estarán listos para tomar la responsabilidad.

3. La Unión de Cortes Islámicas aceptan no permitir que nadie cree violencia en Mogadiscio y que cualquiera que sea encontrado culpable será llevado ante la ley y se le aplicará el castigo conveniente según la Sharia Islámica.

4. Los combatientes de la UCI son responsables de establecer la seguridad y la estabilidad en la capital Mogadiscio.

5. Por último, la UCI llama a todos los luchadores Islámicos dondequiera que estén en Somalia a asegurar la estabilidad y prepararse en las estaciones de policía y otras estaciones de seguridad.

En septiembre de 2007 la UCI y otros grupos de oposición al Gobierno reunidas en Asmara crearon la Alianza para la Reliberación de Somalia (ARS).